# فیصل علی
فیصل علی (انگلیسی: Faisal Ali Hassan؛ زادهٔ ۲۸ دسامبر ۱۹۸۱) یک بازیکن فوتبال اهل امارات متحده عربی است.
از باشگاه‌هایی که در آن بازی کرده‌است می‌توان به باشگاه فوتبال دبی، باشگاه فوتبال العین، و تیم ملی فوتبال امارات متحده عربی اشاره کرد.